# میلر ۱۸۲۶
سیارک ۱۸۲۶ (به انگلیسی: 1826 Miller، نامگذاری:1955RC1) هزار و هشتصد و بیست و ششمین سیارک کشف شده‌است که در ۱۴ سپتامبر ۱۹۵۵ کشف شد.
قدر مطلق سیارک برابر ۱۰٫۹۰ است.